# Finta Éva
Finta Éva (Beregszász, 1954. január 1. –) József Attila-díjas magyar író, költő, irodalomtörténész, tanár, a Magyar Írószövetség tagja.

## Élete
1954. január 1-én született Kárpátalján, Beregszászban, a volt Szovjetunió területén. A központi, moszkvai időzóna jóvoltából születését másodikára keltezték. Szülei: Finta Pál és Szöllősi Julianna. Apai ágon kétgenerációs mesterek családjából származik, anyai ágon tiszántúli gazdálkodók a felmenői. Harminchét éves koráig szülővárosában élt, ezt követően családegyesítés jogcímén Magyarországra költözött férjével, Dr. Szabó István háziorvossal, két gyermekükkel, Szabó István Kevével és Szabó Eszterrel, valamint férje családjával. 1997-től él Sárospatakon.
Általános iskolai tanulmányait a Beregszászi 6-os számú Nyolcosztályos Iskolában végezte, ahol nagy hatással volt rá magyar szakos tanárnője, a tankönyv- és módszertaníró Drávai Gizella. Érettségit a Beregszászi 4-es számú Kossuth Lajos Középiskolában tett.
Írással tizenhét éves korában kezdett foglalkozni. Érettségijét követően a beregszászi,egykori Vörös Zászló napilap szerkesztősége mellett működő irodalmi stúdió (egyfajta „íróiskola”Balogh Irén újságíró szervezésében és Drávai Gizella szakmai tanácsadásával), az Ungváron működő (1971-1987) József Attila Irodalmi Stúdió, majd a József Attila Alkotóközösség (1988-1990) tagjaként kapcsolódott a vidék irodalmi életébe, utóbbinak maga is alapító és választmányi tagja volt.
1972 óta folyamatosan publikál, leginkább verseket. Kezdetben a kárpátaljai napilapokban és periodikákban jelentek meg írásai (Vörös Zászló, Kárpáti Igaz Szó, Kalendárium, évkönyvek). Kárpátaljai lakosként és azt követően is rendszeresen megtaláljuk írásait magyarországi irodalmi és kulturális folyóiratokban (Forrás, Alföld, Mozgó Világ, Napjaink, Holnap, Magyar Élet, Hitel, Magyar Napló, Jel, Ezredvég, Irodalmi Páholy, Zempléni Múzsa, Agria, Partium, Együtt, Dunai Limes, Kortárs, Spanyolnátha stb.)
1978-ban magyar filológus, illetve nyelv- és irodalom szakos tanári diplomát szerzett az Ungvári Állami Egyetem bölcsészkarán. Ezt követően a moszkvai INJÁZ főiskolán, levelező tagozaton elvégezte az olasz szakot, de nem diplomázott, majd 1984-85 között ugyanitt beiratkozott a német szakra is. Idegennyelvi tanulmányait nem kamatoztatta a későbbiekben.  
Szülővárosában eleinte nevelői munkakört töltött be különböző iskolákban. A tanári pálya telítettsége okán felhagyott tanult szakmájával, és kirakatrendező lett Horváth Anna beregszászi szobrász-keramikus irányítása és védőszárnyai alatt. Ez idő tájt komolyan foglalkoztatta a képzőművészet, ezen belül a festészet. Tíz évig rendszeresen részt vett városi és területi kiállításokon.
A tanári teendőkhöz csak 2004-ben, Magyarországon sikerült visszatérnie. Két évig tanított egy szakközépiskolában Sátoraljaújhelyen, majd 2007-től, nyugdíjba vonulásáig, a sárospataki tanítóképzőben volt tanársegéd (az intézmény jelenleg, 2021 májusától, Tokaj-Hegyalja Egyetemnéven működik).
Főiskolai oktatóként intenzíven foglalkozott irodalomtörténettel. A Miskolci Egyetem Bölcsészettudományi Karán, az Irodalomtudományi Doktori Iskola elvégzését követően, 2008-ban abszolutóriumot szerzett. Kutatási területének Sáfáry László munkácsi születésű költő befejezetlen és feltáratlan életművét választotta Kabdebó Lóránt professor emeritus vezetése alatt. A Petőfi Irodalmi Múzeumban elhelyezett hagyaték segítségével összegyűjtötte, és a már korábban publikált versekkel egybeszerkesztette Sáfáry László eddig fellelhető írásait, melyeket Köztetek vagyok címmel, saját költségen megjelentetett. A fiatalon, a Don-kanyarban eltűnt költő életéről, munkásságáról Hazamegyek címmel jelent meg monográfiája az NKA támogatásával.
Verseit előszeretettel zenésítették meg. A jelentősebb feldolgozások Bárdos Lajos, Rózsa Pál, a kárpátaljai Credo együttes (ezen belül Ivaskovics József) és Dinnyés József nevéhez kapcsolódnak.
A 90-es években megírt Párkák című drámáját feldolgozta és többször közvetítette a Magyar Rádió.2008-ban Legeza Ilona Anna közismert könyvtáros elkészítette Finta Éva honlapját, és 2011-ben bekövetkezett haláláig gondozta. A honlap indításakor Martinák Jánosné tanár, író volt segítségére a szerző szöveges bemutatásában, írásainak, szerepléseinek begyűjtésében. Legeza Ilona halálát követően a digitális anyag frissítését Martinék Péter tanár vette át.
Publikációjának teljes listáját 2017-ig, nyugdíjba vonulásáig, a Magyar Tudományos Művek Tára tartalmazza.

## Művei

### Szépirodalom

#### Önálló kötetek
- Vállalkozás az örömre (versek); Kárpáti Igaz Szó, Ungvár, 1979
- Idő-korongon (versek); Kárpáti Kiadó, Ungvár, 1987
- A lét dicsérete (versek); Hatodik Síp Könyvek, Budapest-Ungvár, 1991, ISBN 963 7476 016
- Párkák (verses színmű). Megjelent a Magyar Hitel Bank Művészeti Alapítványa támogatásával; Galéria Kiadó, Ungvár-Budapest, 1993
- Földközelben (versek); Felsőmagyarországi Kiadó, Miskolc,1993, ISBN 963-7687-11-4
- Vissza a vízöntőbe (versek);[1] Széphalom Könyvműhely, Budapest, 2007, ISBN 9789637486876
- Szapphó a szirten (versek); Bíbor Kft Kiadó, Miskolc, 2010, ISBN 9789639988064
- Örök partok (válogatott versek 1990-2009). Megjelent az NKA támogatásával; Intermix Kiadó, Ungvár – Budapest, 2013, ISBN 978-963-9814-54-7
- Hazamegyek. A kárpátaljai Sáfáry László (monográfia), 2016, Intermix Kiadó, Ungvár-Budapest. Megjelent az NKA támogatásával. ISBN 978-963-9814-75-2
- A tékozlás genezise (versek). Megjelent az NKA támogatásával; Intermix Kiadó, Ungvár–Budapest, 2018, ISBN 978-615-5757-06-8
- Ötkönyv (költemények és esszéversek); Napkút Kiadó, Budapest, 2018, ISBN 9789632638027
- Noé bárkáján rózsatő. Válogatott versek; utószó Jánosi Zoltán; Magyar Napló, Budapest, 2021 (Rádiusz könyvek)

#### Almanachok, antológiák
- Szivárványszínben (versek); Uzsgorod, Ukrajna, Kárpáti Kiadó, 1977
- Szivárványszínben. Lendület, ifjúsági almanach (versek); Uzsgorod, Kárpáti Kiadó, 1982
- Évgyűrűk (versek); Uzsgorod, Kárpáti Kiadó, versek, 1987
- Évgyűrűk'88 (versek); Uzsgorod, Kárpáti Kiadó, 1988, ISBN 5775702174
- Évgyűrűk '89 : irodalmi, művészeti és társadalompolitikai kiadvány. Ungvár, Kárpáti Kiadó, 1989, ISSN 0236-1159
- Sugaras utakon. A kárpátontúli magyar nyelvű irodalom antológiája 1945-1985; Ungvár, Kárpáti Kiadó, 1985
- Vergődő szél. A kárpátaljai magyar irodalom antológiája 1953-1988; Budapest – Ungvár, 1990, ISBN 9631416275
- Évgyűrűk '90 (versek); Ungvár, Kárpáti Kiadó, 1991, ISSN 0236-1159
- Extra Hungariam: A Hatodik Síp antológiája (versek); Budapest – Ungvár, 1992, ISBN 963-8294-40-X
- Ének két hangra (Kárpátaljai magyar költők megzenésített versei). Ivaskovics József zenéje, Tóth Lajos grafikája. Tárogató Lap- és Könyvszerkesztőség, Ungvár, 1995
- A mindenség zenéje. Magyar költők versei Bartók Béláról. Debrecen, 1995, ISBN 9634720293
- Magyar költőnők antológiája; Enciklopédia Kiadó, Budapest, 1997, ISBN 9638477202
- Tíz/évkönyv; Hatodik Síp antológia 1989-1999; Budapest, Új Mandátum Kiadó, 1999, ISBN 9638294590
- Kárpáti Béla:Irodalom Miskolcon II. A Napjainktól napjainkig. Miskolci Bölcsész Egyesület, Miskolc, 2002, ISBN 9637528636
- Viszontlátás: versek és novellák az Együtt folyóirat hét évfolyamának (2002 – 2008) lapszámaiból; Ungvár – Budapest, Intermix Kiadó, 2009, ISBN 9789639814219
- A magyarokhoz: magyarság- és istenes versek az Ómagyar Mária-siralomtól Trianonig és napjainkig. Miskolc-Budapest, 2003, ISBN 9639301582
- Viszontlátás II. Válogatás az Együtt folyóirat 2009–2017 közötti számainak szépirodalmi anyagából; Kárpátaljai Magyar Könyvek, Ungvár – Budapest, Intermix Kiadó, 2018, ISBN 9786155757075
- A XXI. század költői; Kiskőrös, 2009, ISBN 9789638819901
- Viszontlátás.Versek és novellák az Együtt folyóirat évfolyamainak lapszámaiból; Intermix Kiadó, Ungvár- Budapest, 2009
- Arcok és énekek (verses antológia); Rím Kiadó, 2011, ISSN 2060-0968
- Versek In: Martinák Jánosné: Múzsák a Magas-hegy tövében: szubjektív kultúratörténeti időutazás Újhel'ben; Sátoraljaújhely, ISBN 9789638800343
- A századelő irodalma. A századelő költészete; Magyar Napló, Budapest, 2017
- Szülőföldem (esszé).In: Szülőföldem; Kortárs Folyóirat Kiadó Kft, Budapest, 2019
- Harangokkal írt évszázad; 1920-2020. Történelmi elemzések, esszék, szépirodalmi művek a trianoni békediktátumról és következményeiről; Magyar Napló, Budapest, 2020, ISBN 978-615-5195-85-3
- Világ, ideálmodva. Az I. Rimay Nemzetközi Költészeti Fesztivál antológiája; AB ART Kiadó, 2021, ISBN 978-615-6033-30-7

#### Versek ukrán nyelvű tolmácsolásban
- Iván Petrovcij műfordító: Znák veszni. Poeziji. Eva Finta: Hvili tvorennyja (Ritmusból harmóniát), Zliva (Zápor); Uzsgorod, Vidavnictvi „Karpáti”, 1979
- Dzvinke dzserelo. Tvorcsiszty molodih. Finta Éva verseit fordította Jurij Skrobinec;  Uzsgorod, Kárpáti Kiadó, 1983
- Vitrila (almanach ’84); Finta Éva verseit fordította Jurij Skrobinec; Kijiv, Vidavnictvo CK LKSZMU „Mology”, 1984
- Prápor 11 ’86. Finta Éva verseit fordította Iván Petrovcij; Scsomiszjácsnij literáturno- hudozsnyij ta gromagyszko-politicsnij zsurnál szpilki piszmennikiv Ukrajini, 1986
- Dzvoni (versek); Finta Éva versét fordította fordította Iván Petrovcij; Beregszász, Beregìvsʹka rajonna drukarnâ, 2003